# خاطف الذباب أحمر الصدر

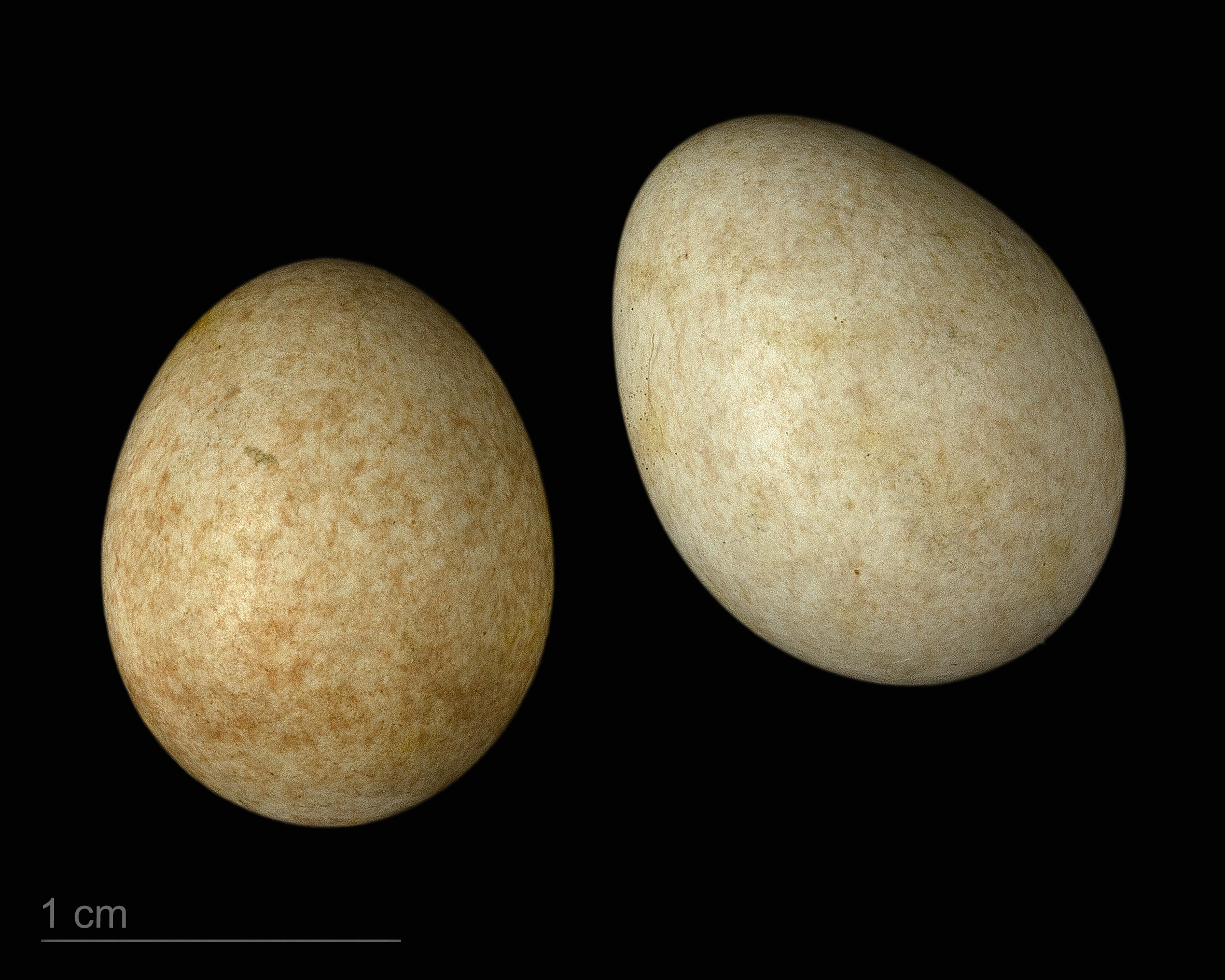
Ficedula parva

خاطف الذباب أحمر الصدر أو  خطاف الذباب أحمر الصدر (الاسم العلمي: Ficedula parva) (بالإنجليزية: Red-breasted Flycatcher)‏ هو طائر ينتمي إلى (فصيلة: Muscicapidae).